# Weatherford (Oklahoma)
Weatherford ist eine US-amerikanische Stadt im Bundesstaat Oklahoma und die größte Siedlung des Custer County. Das U.S. Census Bureau hat bei der Volkszählung 2020 eine Einwohnerzahl von 12.076 ermittelt.

## Geschichte
Weatherford wurde am 3. August 1898 auf dem Land gegründet, das europäischstämmigen Siedlern am 19. April 1892 zur Verfügung gestellt wurde, und zwar an einem Ort, der von dem Bankier Beeks Erick ausgewählt wurde. Im Jahr 1900 betrug die Einwohnerzahl der Stadt 1017. Das ursprüngliche Postamt der Stadt befand sich etwa zwei Meilen nördlich der Stadt auf dem Gehöft von William John und Lorinda Powell Weatherford. Lorinda Weatherford diente als Postmeisterin und Namensgeberin. In den ersten Jahren bildeten Landwirtschaft und Viehzucht die wichtigste wirtschaftliche Grundlage, wobei Mais und Baumwolle die Hauptanbauprodukte waren.

## Demografie
Nach einer Schätzung von 2019 leben in Weatherford 12.017 Menschen. Die Bevölkerung teilte sich im selben Jahr auf in 85,2 % Weiße, 3,5 % Afroamerikaner, 2,1 % amerikanische Ureinwohner, 1,1 % Asiaten und 5,8 % mit zwei oder mehr Ethnizitäten. Hispanics oder Latinos aller Ethnien machten 14,6 % der Bevölkerung aus. Das mittlere Haushaltseinkommen lag bei 47.770 US-Dollar und die Armutsquote bei 24,4 %.

## Sehenswürdigkeiten
In Weatherford befindet sich das Stafford Air & Space Museum, ein Luftfahrtmuseum.

## Wirtschaft
Die über 50 Jahre alte Produktionsstätte von Kodak in Weatherford wurde im Jahr 2017 für 15 Millionen US-Dollar erweitert.
Weatherford ist ein Drehkreuz für mehrere führende Unternehmen der Öl- und Erdgasindustrie wie Oneok Field Services und Chesapeake Energy sowie ein Standort für die Produktion von Windenergie.

## Bildung
Die Southwestern Oklahoma State University, eine öffentliche Universität, befindet sich in Weatherford.

## Verkehr
Mit dem Thomas P. Stafford Airport verfügt die Stadt über einen eigenen kleinen Flughafen.

## Persönlichkeiten
- Tom Stafford (1930–2024), Astronaut